# Вижгів
Ви́жгів — село в Україні, у Вишнівській сільській громаді Ковельського району Волинської області. Населення становить 252 осіб.

## Географія
З півночі від села протікає річка Неретва, яка витікає із озера в с. Овлочин Володимирського району.
Із Сходу село межує із землями с. Олеськ, з заходу із землями с. Штунь, з півночі з с. Чмикос, з північного-сходу з с. Пустинка.
В селі дорога з твердим покриттям. Село розташоване за 3 км. Від шосейної дороги Павлівка-Верба-Піща.

## Історія
За переказами село заснувалося ще в 1779 році за іменем пана Вижги. Пан Вижга подарував своєму джансі 550 десятин землі і дав йому 8 батраків. Чотири з них були з Біндюги, а чотири — з Висоцька. Отак було створено невеличкий хутірець Вижгів.
У 1912 році населений пункт належав Чмикоській пані Ванді Сільвовській, яка приїхала з Києва і вижівці признали її, бо не хотіли віддати землі польському усаднику.
Близько села Вижгів були хутори, які у 1939 році приєдналися до села. Урочища, які належать до села Вижгів носять назви: Горічево, Лесьове, Мадяри, Чорнорічка, Березина.
У 1894 році у селі проживало 29 чоловік, в 1913 — 76, в 1930—157, в 1940—198, у 1978—496 чол.
Зараз у селі 85 дворів, проживає 195 чоловік.
У 1943 році село було спалено, не спаленими залишилось тільки дві хати. У роки Німецько-радянської війни загинуло 32 чоловік із села Вижгів.
До колективного господарства селяни ще приступали у 1939 році, але на перешкоді стала війна. Колгосп заснувався після війни у 1948 році — імені Червоної Армії.
Першим головою виконкому Вижгівської сільської ради був Чижевич Іван Прокопович, якого на перших організаційних зборах обрали головою колгоспу. В селі було організовано дві польові бригади і будівельну. Будівельну бригаду очолював Симчук Павло Олександрович, який розпланував усі вулиці села і закладав кожну хату у селі.
Село Вижгів раніше відносилося до Оваднівського району, а в 1957 році колгосп імені Червоної армії Оваднівського району приєднано до колгоспу "40-річчя Жовтня " Любомльського району.
До 23 грудня 2016 року село підпорядковувалось Радехівській сільській раді Любомльського району Волинської області.
17 липня 2020 року, в результаті адміністративно-територіальної реформи та ліквідації Любомльського району, село увійшло до складу Ковельського району.

## Населення
Згідно з переписом УРСР 1989 року чисельність наявного населення села становила 268 осіб, з яких 121 чоловік та 147 жінок.
За переписом населення України 2001 року в селі мешкали 252 особи. 100 % населення вказало своєю рідною мовою українську мову.

## Інфраструктура
До 1990-х років у селі була 8-річна школа, яку закрили через малу кількість учнів. В даний час у цьому приміщенні знаходяться клуб і бібліотека.
У селі в даний час є клубно-бібліотечна установа та фельдшерсько-акушерський пункт, магазин Машівського споживчого товариства.

## Релігія
21 травня 2006 року за кошт селян і спонсорської допомоги була відкрита церква Українська Православна Святого Миколая. Це було великим святом для села. Престольний празник відзначають 22 травня.

## Відомі люди
- Гіль Юрій Сергійович (1985—2015) — старший солдат Збройних сил України, учасник російсько-української війни 2014—2017. Загинув на Луганщині.
- Скіпальський Олександр Олександрович  — український військовик, генерал-лейтенант Уродженець села Вижгів
- Ольховський Іван Андрійович  — український журналіст Уродженець села Вижгів